# 新弗拉芒聯盟
新弗拉芒联盟（荷蘭語：Nieuw-Vlaamse Alliantie，發音：[ˌniu ˈvlaːmsə ʔɑliˈjɑn(t)si] ⓘ，缩写为N-VA）是一个比利时的中间偏右政党，成立于2001年秋天。
該黨支持弗拉芒人獨立运动，主张自由民族主义，并致力于将佛兰德和平地从比利时分离出去。
2010年大選，該黨成為第一大黨，導致懸峙國會，由於其拒絕妥協，以致未能與其他政黨組建聯合政府，最後由法語社會黨籌建聯合政府，該黨成為最大反對黨。
2012年的民调显示，该党在荷蘭语区支持率第一。
2020年，新弗拉芒联盟在荷蘭语区支持率保持第一。新弗拉芒联盟主席、安特卫普市市长巴尔特·德韦弗决定不竞选弗拉芒大区主席。
2025年，德韦弗獲邀組閣拜相，是為新弗拉芒联盟首次領導聯邦政府。